# Gnamptogenys crenaticeps
Gnamptogenys crenaticeps är en myrart som först beskrevs av Mann 1919.  Gnamptogenys crenaticeps ingår i släktet Gnamptogenys och familjen myror. Inga underarter finns listade i Catalogue of Life.